# Jang Myeong-Sam
Jang Myeong-Sam es un deportista surcoreano que compitió en taekwondo. Ganó una medalla de oro en el Campeonato Mundial de Taekwondo de 1982 y dos medallas de oro en el Campeonato Asiático de Taekwondo, en los años 1982 y 1988.

## Palmarés internacional
| Campeonato Mundial  | Campeonato Mundial  | Campeonato Mundial | Campeonato Mundial |
| Año                 | Lugar               | Medalla            | Categoría          |
| ------------------- | ------------------- | ------------------ | ------------------ |
| 1982                | Guayaquil (Ecuador) | Medalla de oro     | –60 kg             |
| Campeonato Asiático |                     |                    |                    |
| Año                 | Lugar               | Medalla            | Categoría          |
| 1982                | Singapur (Singapur) | Medalla de oro     | –60 kg             |
| 1988                | Katmandú ()         | Medalla de oro     | –64 kg             |